# Страмбу (Клуж)
Страмбу (рум. Strâmbu) насеље је у Румунији у округу Клуж у општини Киујешти. Oпштина се налази на надморској висини од 494 m.

## Становништво
Према подацима из 2002. године у насељу је живело 393 становника, од којих су сви румунске националности.